# جرب حظك (فلم)
جرب حظك  فيلم دراما غنائي مصري للمخرج عيسى كرامة عام 1956 كتب القصة والسيناريو والحوار محمود المردنلي  وساعد في كتابة الحوار إسكندر إبراهيم. الفيلم من بطولة المطرب عبد الرحمن المصري في فيلمه الثاني، والذي كانت حصيلته في السينما ثلاثة أفلام. شارك في البطولة ثريا سالم، عدلي كاسب، حسين المليجي، مختار السيد، وامتثال زكي. وتدور الأحداث حول المطرب أمين الذي يسعى لفرصة لتحسين مستواه المادي والفني حتى يتمكن من الزواج من حبيبته زهرة، وتسعى أميرة التي تحبه أيضا في مكيدة لإبعاده عن زهرة.
صدر الفيلم إلى دور العرض المصرية في 21 يوليو 1956.
منح موقع قاعدة بيانات الأفلام العربية «السينما.كوم» الفيلم درجة 5.2/ 10.

## أحداث الفيلم
يعيش أمين عبد الحميد (عبد الرحمن المصري)، المطرب والموسيقي الفقير، في حي شعبي في حجرة بسيطة فوق السطوح ويأمل في فرصه لتنقله من حياة الفقر إلى حياة الثراء الفني والمادي. وهو محبوب من جميع أهل الحي ويرغب الجميع في مساعدته مثلما يفعل المعلم حسين الفلاح (عدلي كاسب) متعهد الحفلات والأفراح الذي يدعوه للغناء في الأفراح ذات المستوى الرفيع حتى ينال الشهرة. أمين يحب زهرة (امتثال زكي)، شقيقة المعلم حسين، وتبادله نفس الشعور ويتمنى النجاح حتى يجمعهم الزواج. أما الشقيق الأكبر للمعلم حسين فهو (سلطان الجزار)، الرجل الجاهل، تافه التفكير الذي لا يهمه إلا جمع المال هو وزوجته الرأسمالية جمالات (جمالات زايد) والتي تدير أموالها في التجارة وتسعى إلى المكسب المضمون. أما الراقصة أميره (ثريا سالم) والتي تركت الحي منذ فترة فقد أحرزت نجاحا كبيراً وأصبحت راقصة مشهورة ولها فرقة خاصة ومسرح كبير. تأتي أميرة للحي متخفية حتى لايعرف أحد أصلها وترى أن الدنيا مظاهر، ولأنها تحب أمين فهي تنصحه بترك الحي الشعبي والاهتمام بمظهره أكثر من ذلك حتى يقدره الناس ويسعون إلى فنه. يقتنع حسين الفلاح برأي الراقصة أميرة ويقرر جمع الأموال من أهل الحارة لمساعدة أمين، كما يقوم شقيق المعلم حسين بإقناع جمالات بتمويل مشروع المظاهر. توافق جمالات وتقنع نساء الحي على المساهمة في المشروع ويتم استئجار شقة فخمة في حي راق وكمية من الملابس الجديدة لأمين ليبدو في مظهر لائق ويتناول الطعام في أفخر المطاعم. ولكن تضيع الأموال ولا تأتي الفرصة مما يغضب أهل الحي. تعمل أميرة على مساعدة أمين وترسل الراقصة زوزو (هيرمين) لأخذ توقيعه على عقد بفيلمين وتعثر على خطاب قد تركته زهرة لأمين وتقوم بتغييره وكتابة آخر باسم زهره تقول فيه أنها تعبت من الانتظار وأنها ستبتعد عنه لأن مستقبله غير مضمون، ثم تذهب إلى زهرة في منزلها وتخبرها بما فعلت وأن هذا هو السبيل الوحيد لنجاح أمين. يذهب أمين للمنتج (رشاد حامد) ولكنه يخبره أن ما حدث كان خدعة من أميرة وزوزو ويعرض عليه عقد بفيلمين، وبالفعل يقوم بالتمثيل والغناء وهو مشغول بما حدث من زهرة. تدرك أميرة أن أمين يحب زهرة ولن يحب سواها وتخبره بحقيقة المكيدة وتأتي بزهرة إلى الاستوديو وهنا يقوم أمين بالتمثيل والغناء بنجاح ساحق ويتزوج من زهرة.

## طاقم التمثيل
- عبد الرحمن المصري: في دور أمين عبد الحميد

- ثريا سالم: في دور أميرة (الراقصة)

- عدلي كاسب: في دور المعلم حسين الفلاح (متعهد الحفلات والأفراح)

- امتثال زكي: في دور زهرة (شقيقة المعلم حسين)

- عبد المنعم إسماعيل: في دور المعلم سيد

- محمد شوقي: في دور بندق (القهوجي)

- هيرمين:[10] في دور الراقصة زوزو

- ماري باي باي: في دور جميلة

- رشاد حامد: في دور المنتج

بالاشتراك مع: حسين المليجي - مختار السيد - عبد المنعم عبد الرحمن - فوزية حجازي - جمالات زايد - عبد الغني النجدي - حسين قنديل - عبد الحميد بدوي - علي كامل - سميحة محمد - سلطان الجزار

## أغاني الفيلم
الكلمات: أحمد منصور - حسن السوهاجي
الألحان: عبد الرحمن المصري
الأغاني: على قد ما طال الليل بينا - جرب حظك جرب 

## روابط خارجية
- مقالات تستعمل روابط فنية بلا صلة مع ويكي بيانات
- جرب حظك على الدهليز
- جرب حظك نسخة محفوظة 4 أكتوبر 2021 على موقع واي باك مشين. على كاروهات